# Golden Hill (San Diego)

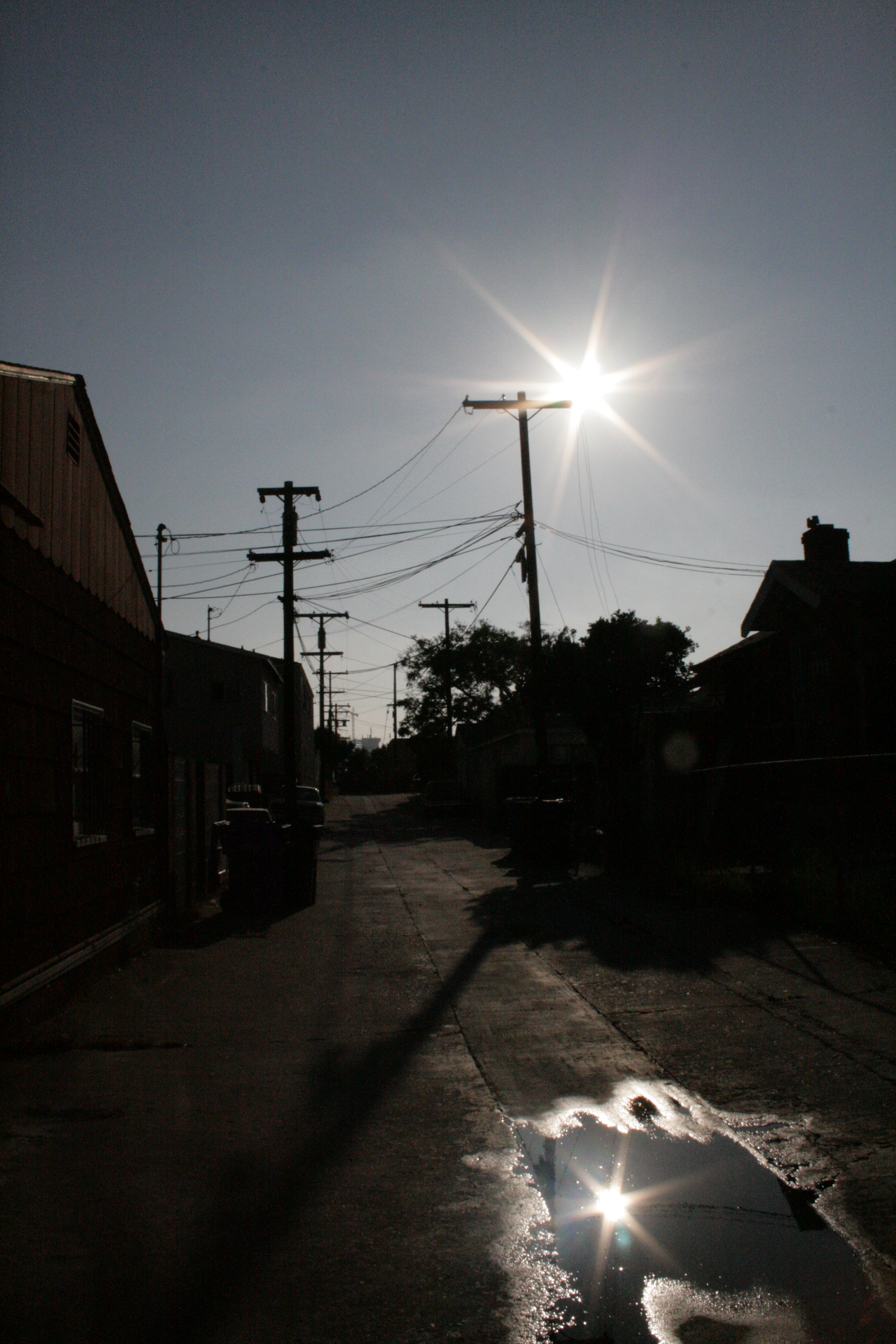
Reflejo del Sol en una calle de Golden Hill.

Golden Hill es un barrio de San Diego, California, localizado al sur del Parque Balboa Norte de Sherman Heights/Highway 94 (M. L. King, Jr. Freeway) y el Este del Centro de San Diego.
Golden Hill es una de las zonas históricas arquitectónicas más eclécticas, con muchas casas y apartamentos construidos a inicios del siglo XX. El barrio está muy cerca del centro de San Diego, City College y el Parque Balboa. El acceso a los auto es directo a las autopistas 5 y 94. Las calles peatonales principales son Broadway (Este y Oeste), y las calles 25 y 30 (Norte y Sur). El código postal de la zona es el 92102. Los peatones, como los residentes de otros barrios urbanos en los alrededores de Balboa Park.
Muchas personas consideran ahora a la comunidad de clase alta de South Park como parte de Golden Hill, pero el nombre de la comunidad de South Park data de los años 1870.
Artistas y músicos desde hace mucho tiempo favorecen la zona tanto más desde que el área subió de precio como las zonas de la Pequeña Italia, el Centro oriental de la ciudad y Hillcrest. Golden Hill es la sede de los Estudios Black Box Recording StudiosTh, e Habitat Recording Studios, Influx Cafe, Turf Supper Club y Krakatoa & Luigi's Pizza.
Golden Hill celebra anualmente dos conciertos, La fiesta de la Cuadra de Golden Hill y el Festival Kate Sessions Fest. La Fiesta de la Cuadra de Golden Hill se celebra todos los sábados antes de Halloween. El periódico The Adored ha llamado a la fiesta  Golden Hill Block Party. En el año 2006, el festival Kate Sessions Fest hizo su debut en Golden Hill Park. Ambos eventos son gratis al público y para todas las edades, y organizado por artistas y músicos locales.